# Giacomo Gentilomo
Giacomo Gentilomo (Trieste, 5 aprile 1909 – Roma, 16 aprile 2001) è stato un regista cinematografico e sceneggiatore italiano.

## Biografia
Fin dal liceo ha la passione per il disegno, la pittura e il teatro. Terminati gli studi disegna scenografie e bozzetti per il teatro, tanto che il regista russo Pietro Sharoff, a Trieste per mettere in scena uno spettacolo, apprezza il suo lavoro per la scenografia e lo invita ad andare alla sua scuola di teatro a Düsseldorf.
Nel 1931 si trasferisce a Roma e presenta alla Cines i suoi disegni per essere assunto come scenografo. I bozzetti futuristi vengono apprezzati, ma gli propongono di iniziare a lavorare come segretario di edizione; diverrà poi montatore, sceneggiatore, aiuto regista. Scrive sceneggiature di Amo te sola (1935) di Mario Mattoli e Belle o brutte si sposan tutte...(1939) di Carlo Ludovico Bragaglia. Nel 1937 realizza il documentario Sinfonie di Roma, utilizzando per la prima volta in Italia una pellicola Technicolor. In Germania dirige le sequenze di battaglia di Condottieri (1937) di Luis Trenker.
Ma il vero esordio nella regia si ha con Il carnevale di Venezia (1939), in collaborazione con Giuseppe Adami. Nei primi film si orienta nel genere commedia: La granduchessa si diverte (1940), Brivido (1941) e Cortocircuito (1943), due rari esempi italiani di film giallo-rosa. Con Ecco la radio! (1940) realizza un singolare esperimento di promozione del mezzo radiofonico, a metà tra documentario e finzione. Il suo primo film drammatico è Mater dolorosa (1943), tratto dal romanzo di G. Rovetta.
Dopo la guerra realizza numerosi film, tra i quali Amanti in fuga (presentato al Festival di Cannes 1946) e I fratelli Karamazoff (nel 1948 premiato con due Nastri d'argento), e altri che spaziano nei generi della commedia sentimentale giallo-rosa, del melodramma strappalacrime e dei film di avventura. La prima edizione del Festival di Locarno si apre il 23 agosto 1946 con la proiezione di O sole mio.
Nel 1965 lascia il cinema e si ritira nel proprio studio di pittura dedicandosi a una vasta produzione di quadri del genere surrealista e metafisico.
Nel 1990 ha ricevuto un omaggio alla carriera nell'ambito del Festival dei due mondi di Spoleto.

## Filmografia

### Regista
- Sinfonie di Roma (1937)
- Il carnevale di Venezia (1939) co-diretto con Giuseppe Adami
- Ecco la radio! (1940)
- La granduchessa si diverte (1940)
- Luna di miele (1941)
- Brivido (1941)
- Pazzo d'amore (1942)
- Finalmente soli (1942)
- Mater dolorosa (1943) (anche montaggio)
- In cerca di felicità (1943)
- Cortocircuito (1943)
- 'O sole mio (1945)
- Tempesta d'anime (1946)
- Amanti in fuga (1946)
- Teheran (1946) co-diretto con William Freshman
- I fratelli Karamazoff (1947)
- Ti ritroverò (1948)
- Lo sparviero del Nilo (1949)
- Biancaneve e i sette ladri (1949)
- Atto di accusa (1950)
- Enrico Caruso, leggenda di una voce (1951)
- Melodie immortali (1952)
- La cieca di Sorrento (1953)
- Appassionatamente (1954)
- Le due orfanelle (1954)
- Una voce, una chitarra, un po' di luna (1956)
- La trovatella di Pompei (1957)
- Sigfrido (1957)
- Il cavaliere senza terra (1959)
- L'ultimo dei Vikinghi (1961)
- Maciste contro il vampiro (1961)
- I lancieri neri (1962)
- Le verdi bandiere di Allah (1963) supervisione alla regia di Guido Zurli
- Brenno il nemico di Roma (1963)
- Maciste e la regina di Samar (1964)

### Sceneggiatura
- La città dell'amore (1933)
- Luci sommerse (1934)
- Amo te sola (1935)
- Musica in piazza (1936)
- Belle o brutte si sposan tutte... (1939)
- Cortocircuito (1943)
- Teheran (1946)
- L'arciere nero (1959)